# Lev Lunts
Lev Natanovich Lunts (Лев Натанович Лунц), né le 2 mai 1901 à Saint-Pétersbourg (Empire russe) et mort le 10 mai 1924 à Hambourg (Allemagne), est un écrivain, dramaturge, critique, traducteur et essayiste russe, qui a été membre des Frères Sérapion, un groupe littéraire de Leningrad.

## Biographie
Souffrant de ce qui était probablement une maladie rénale, Lunts émigre en Allemagne en 1923 et passe le reste de sa courte vie dans des hôpitaux et sanatoriums. Il est mort à Eppendorf une semaine après son vingt-troisième anniversaire. Il a laissé deux pièces qui ont été publiées et mises en scène après sa mort, City of Truth (1929) et Au-delà de la loi (1930), ainsi que plusieurs nouvelles.
Ses archives sont conservées à l'université Yale.